# Jarosław Słoma
Jarosław Marek Słoma (ur. 24 lipca 1960 w Gołdapi) – polski polityk, urzędnik państwowy i samorządowy, od 2006 do 2010 członek zarządu, a od 2010 do 2014 wicemarszałek województwa warmińsko-mazurskiego, wiceprezydent Olsztyna w latach 2015–2019.

## Życiorys
Ukończył studia z zakresu historii na Uniwersytecie Gdańskim. Na początku lat 80. działał w Niezależnym Zrzeszeniu Studentów. W stanie wojennym został internowany na okres od 13 grudnia 1981 do 8 lipca 1982.
Początkowo pracował jako nauczyciel w szkole podstawowej. Od 1990 zajmował stanowisko wiceburmistrza miasta i gminy Gołdapi. W rządzie Jerzego Buzka przez rok pełnił funkcję wicewojewody suwalskiego, po reformie administracyjnej powrócił na funkcję zastępcy burmistrza.
Politycznie związany z Liberalno-Demokratyczną Partią „Niepodległość” i Kongresem Liberalno-Demokratycznym, następnie z Unią Wolności. W wyborach parlamentarnych w 1997 bez powodzenia ubiegał się o mandat poselski z listy tego ugrupowania w województwie suwalskim (otrzymał 4441 głosów). W 2001 wstąpił do Platformy Obywatelskiej. Z rekomendacji tego ugrupowania w 2001, 2007 i 2015 kandydował do Sejmu, a w 2019 ubiegał się o mandat senatora.
W wyborach samorządowych w 2006 uzyskał mandat radnego sejmiku warmińsko-mazurskiego (po czym został powołany na funkcję członka zarządu województwa). W 2010 ponownie wybrany do sejmiku, 30 listopada tego samego roku powołano go na wicemarszałka województwa. W 2014 utrzymał mandat radnego na kolejną kadencję. W 2015 został powołany na stanowisko zastępcy prezydenta Olsztyna. W 2018 ponownie został radnym sejmiku warmińsko-mazurskiego. W lutym 2019 został odwołany z funkcji wiceprezydenta Olsztyna, w tym samym miesiącu objął stanowisko wiceprezesa zarządu spółki komunalnej – Przedsiębiorstwa Wodociągów i Kanalizacji w Olsztynie. W 2024 utrzymał mandat radnego województwa na VII kadencję.
W 2011 otrzymał Złoty Krzyż Zasługi. W 2012 prezydent Bronisław Komorowski odznaczył go Krzyżem Oficerskim Orderu Odrodzenia Polski. W 2015 odznaczony Krzyżem Wolności i Solidarności.